# Flemming Hvidberg
Flemming Friis Hvidberg (17. december 1897 i Nykøbing Mors – 21. februar 1959 i Jerusalem) var en dansk professor og konservativ minister.

## Akademikeren
Flemming Friis Hvidberg studerede ved Københavns Universitet, hvor han i 1922 blev cand.theol. Han var præst i perioden 1924-1929 og skrev disputatsen Menigheden af den nye Pagt i Damascus, der udkom i 1928, og blev teologiske doktorgrad. I 1929 blev han  docent ved Københavns Universitet, hvor han i 1941 med støtte fra undervisningsminister Jørgen Jørgensen fik opnormeret sit docentur til et ekstraordinært professorat. I den tid skrev han hovedværket Graad og Latter i det Gamle Testamente: en Studie i kanaanæisk-israelitisk Religion og udgav en tekstkritisk udgave (1939) af den nye oversættelse af det Gamle Testamente fra 1931. I sin akademiske gerning var Hvidberg kendt som en strålende pædagog og en meget human personlighed, der altid var optaget af det menneskelige både i stoffet og hos de studerende.

## Politikeren
Hvidberg sluttede sig i 1941 til de konservative, og i 1943 blev han valgt til Folketinget. Han beholdt sit professorat, til han 30. oktober 1950 blev undervisningsminister i Regeringen Erik Eriksen. Han var som medlem af regeringen underskriver af Grundloven af 1953. Som undervisningsminister førte Hvidberg en traditionel konservativ politik og modarbejdede de tidligere initiativer til at lade den opdelte skole erstatte af en enhedsskole. Han arbejdede for at styrke landsbyskolen og den i 1937 indførte eksamensfri mellemskole. At hans resultater blev begrænsede tilskrives dels, at han i disse sager mødte betydelig modstand fra dele af Venstre, dels at han ikke havde sans for det politiske spil. Han havde dog held til i 1952 at gennemføre Statens almindelige Videnskabsfond og Ungdommens Uddannelsesfond, der årligt stillede 1,5 mio. kr. til rådighed for ubemidlede, men talentfulde unge uddannelsessøgende.
Hvidbergs eftermæle er belastet af hans personlige indgriben i Harald Landers afsked som balletmester ved Den Kgl. Ballet i 1951.
Da regeringen d. 30. september 1953 blev afløst af Regeringen Hans Hedtoft II, fortsatte Hvidberg til sin død i 1959 som medlem af Folketinget og professor ved universitetet. 